# Упад војводе Стефана Вукчића Косаче у Зету

### Преокрет у покушају разбијања Војводства
Двије године прије напада на Србију Ђурђа Бранковића, умро је војвода Сандаљ Хранић. Наслиједио га је 1435. Стефан Вукчић „син без гријеха“ (посинак) како га је називала Сандељова удовица Јелена (кћерка кнеза Лазара и мајка последњег владара Зете из династије Балшића). Сусједни великаши надаху се да ће уз подршку угарског краља Жигмунда распарчати Стефанову земљу и присвојити дијелове Војводства. Жељу за посједовањем Новог нису крили Млечани, предузимајући и конкретна дејства у том правцу. Међутим, у помоћ војводи прилази турски султан, па се Стефан успјешно одупире противницима у краљевини. Уз сталну подршку помајке Јелене (заинтересоване и за раније посједе Балшића у Зети) кренуо је увећавати наслијеђену баштину.

### Планови султана и вазала
Пред крај 1437. године султан Мурат предузима нападе на Угарску и Србију. Турци не нападају Зету, мада је била дио српске деспотовине, дајући могућност султановом вазалу Стефану Вукчићу Косачи – да умјесто њих обави посао и присаједини Зету свом војводству (у саставу краљевине Босне). Послије тромјесечне опсаде, 18 августа 1439. године, пао је добро утврђени српски град Смедерево. Турци се усредсређују на освајање тада угарског града Београда, па се захваљујући томе Ново Брдо одржало све до 27. јула 1441. године.

### Дјеловање Ђурђа Бранковића до пада Новог Брда
Када је пропала нада Ђурђа Бранковића да на угарски престо женидбом доведе сина и када је његов син Гргур по паду Смедерева, заклињући се на вјерност, од султана добио на управу старе посједе Бранковића – Ђурађ ће преко Зете сам кренути у Млетке (1440.). Још прије пада Смедерева, Ђурађ је предлагао Млечанима да му продају град Улцињ, али је Сињорија одбила, сматрајући да он не може одбранити ни своје зетске посједе и да је боље да утврђени приморски градови остану у њеним рукама. Необављена посла (по поновном постављању питања уступања Улциња) враћа се јула исте године из Италије. Преко Дубровника стиже у Зету, боравећи у утврђеном Бару девет мјесеци. Ту се настојао организовати, ступајући у контакт са синовима. Из Зете је гајио наду да се може супротставити султановој сили, али сазнавши да су Турци расписали уцјену за његову главу, постаје неповјерљив и према најближим сарадницима. Ђурађ се склања у Дубровник, 12. априла 1444. године, гдје кроз три дана сазнаје да му је син Гргур бачен у турску тамницу. У истом граду, 8. маја сазнаје за осљепљивање синова Стефана и Гргура. У Дубровнику га затиче и вијест о паду Новог Брда, па ће мјесец дана касније, изгубивши сву наду у подухват против Турака, отићи у Угарску, 25. априла 1441. године.

### Стефаново придобијање Црнојевића у Горњој Зети
Још у априлу 1439. године, оснажени Стефан Вукчић тражи од Млетака да му предају град Котор (као некадашњи посјед свог претходника, војводе Сандеља Хранића). Нудио је у замјену трг Дријева на Неретви, али га млетачки кнез у Котору одбија због „неједнаке вриједности објеката“. До 1441. године (када је у Србији пало Ново Брдо) коначно је Стефан Вукчић поразио и супарнике Павловиће, заокруживши своју област. Окренуо се потом предјелима Горње Зете (у саставу српске деспотовине) гдје су најистакнутији властелини били Црнојевићи. Пут да Стефан Вукчић добије раније посједе Балшића водио је преко најмоћнијих обласних господара. Као „главари зетских брда“ Црнојевићи су се и под деспотом Ђурђем Бранковићем трудили да самостално иступају и бране тешко стечене територије у Горњој Зети. Стефаница Црнојевић (Ђурашевић) се истицао као прва личност међу четворицом синова, тада већ покојног Ђураша Ђурашевића (поледњи пут се помиње 18 октобра 1435. године, када га Дубровчани називају Црнојевићем). Своју намјеру да посједне Зету, Стефан Вукчић Косача је посебно на знање ставио - Црнојевићима. Млетачки кнез у Котору се на своју руку одазвао позиву Црнојевића за помоћ, али је због тога прекорен од стране Сената – с обзиром да је основни циљ млетачке политике био да сачувају мир са Турцима. Из тог разлога, дејства против Стефана Вукчића, као султановог вазала, Млечанима нису ишла у прилог. На крају, Црнојевићи су били препуштени сами себи и морали су прихватити планове босанског војводе да заузме Зету. Ситним поклонима и уступцима, војвода је наставио да привлачи и осталу зетску властелу на своју страну. На његовим посједима је био примијећен боравак Стефана Балшића Мармонтеа (насљедника ранијих владара Зете). У тргу Дријева, вовода је наставио градити барке и бригантин (завршен 1441. године). Са друге стране се трудио задржати добре односе са Млечанима, мада је безуспјешно тражио да му препусте Котор.

## Поход на Зету
Стефанова акција запосједања Зете трајала је од почетка септембра до краја новембра 1441. године.

### Упад у Горњу Зету
Придобивши Сефаницу Црнојевића, уз његову помоћ Стефан Вукчић упада у Горњу Зету. Заузима крајеве око Мораче, град Соко (код села Штитара у близини Цетиња) и Медун. У заузетим (предатим) утврђењима и насељима доводи своју посаду. Властелу у Горњој Зети (Вукца Николића, Николу Љешевића и Калођурђа Ђурашевића) која је у посједу имала око 700 кућа, придобио је за себе, као и прилично самосталне ратничке дружине Бјелопавлића, а са скадарске границе - Матагужане. У Медуну је за старјешину постављен Хот Јунк, који је био у немилости код Ђурђа Бранковића (протјеран, а од стране Млечана био пребачен у Шибеник). На освојеном подручју, војвода уступа Стефаници Црнојевићу пет катуна: Озриниће, Бере, Гољемаде, Горичане и Крусе, али као таоца одводи његовог сина Ивана Црнојевића (остаће код Стефана Вукчића више од десет година).

### Освајања у Доњој Зети
У вријеме потчињавања Горње Зете, Стефан Вукчић је предузимао акције у приморју, око млетачких посједа. Намјеравајући да заузме сва деспотова мјеста у Доњој Зети, Стефан креће на град Бар. Након предаје града, 20. септембра 1441. године, управу над њим преузимају Марко и Мирко Борис (господари села Обода). Како је Стефан избјегавао сукобе са Млечанима, Луштица и Будва нису освајани. Наиме, град Будва се још увијек није налазио у млетачким, већ у рукама зетског митрополита, са истуреном заставом млетачке Републике. Стефан тако није у потпуности остварио своје намјере. Од Млечана више није тражио ни град Котор. У току зиме у Бару настају унутрашњи сукоби. У марту 1442. године војвода Стефан са Стефаницом Црнојевићем морао је поново да интервенише, стигавши са воском под градске зидине. Послије поновног уласка у Бар, војводину власт прихвата и већина Паштровића. Због наклоности према Млечанима, протјерани су Радич Грубавчевић (паштровски војвода) и Ђорђе Пелиновић, ратачки опат. Са Стефаницом Црнојевићем војвода Вукчић пустоши околину Будве, након чега млетачки капетан Јадранског мора, Алвиз Лоредан, демонстрира моћ млетачких галија дуж Стефанових обалних посједа.

## Напуштање Зете
У моћној породици Црнојевића 1442. године долази до расцијепа. За разлику од Стефанице, коме је син Иван остао као талац код босанског војводе, остала три брата отказују послушност босанском војводи, траже заштиту Републике и прихватају млетачке понуде. Војвода Стефан им одузима уступљене посједе. Стефанов брат од стрица, јула 1442. године, такође прилази Млечанима, у Котор, незадовољан што умјесто Стефана није наслиједио посједе Сандеља Хранића. Послије неуспјешних преговора са Млечанима, немајући војне снаге да дугим ратовањем одржи освојене територије, Стефан Вукчић Косача половином јула 1442. године напушта Зету, остављајући своје посаде у освојеним тврђавама и граду Бару.

### Млетачко запосједање градова у приморју
Дјелујући из два средишта (Котора и Скадра) Млечани успијевају да изнуде предају Будве, 1. августа 1441. године, потврдивши јој повеље издате од деспота Ђурђа Бранковића. Након осталих Паштровића, Републици се прикључује и њихово утврђење Ластва. Свом дистрикту Млечани припајају Луштицу, Богдашиће, Љешевиће и све земље Светомихољске епархије. Три брата Црнојевића ступају у млетачку службу, у Котору, а которски кнез им признаје раније посједе и власт над поданицима у Горњој Зети (Којичин је проглашен за великог војводу Зете, уз годишњу млетачку плату од 900 перпера). Након заузимања Дриваста, скадарски кнез Франћеско Квирин потчињава Памалиоте и велики дио Забојане (за одмазду, Стефан Вукчић ће касније попалити све епископске куће и манастир у Свачу). Ратничке дружине Мркојевића и Градојевића (између Бара и Улциња) такође пролазе Млечанима (посредством улцињског кнеза који им потврђује дотадашње посједе и обећава нове ако падне град Бар). Млечанима прилазе и друге мање ратничке дружине. Са тако увећаним снагама скадарски кнез Франћеско Квирини у септембру 1442. године, освојивши околину, држи град Бар под опсадом.
У помоћ опсједнутом Бару, Стефан Вукчић се упутио са војском. Према млетачким хроникама, у јесен 1442. дошло је до битке у којој је скадарски кнез са домаћим савезницима одбио напад Стефана Вукчића. Мада су пед бедемима одбили напад босанског војводе, Млечани нису успјели освојити Бар. Војвода је потом са војском крнуо ка слабије брањеном Скадру, пустошећи млетачке посједе у његовој околини. На три миље од Скадра, Стефан склапа примирје са кнезом Квирином, да би се након тога повукао из Зете. У том периоду Млечани покушавају под своју власт придобити Стефаницу Црнојевића, већ запалог у немаштину. Постављају му услов да браћи врати одузете посједе. Страхујући за свог сина Ивана, овај то одбија. Почетком децембра 1442. године Дубровчани одбијају војводу Стефана да посредују у измирењу са Републиком. Ипак, страхујући од повратка војске Стефана Вукчића, Млечани су са њим намјеравали слопити мир, чак и по цијену одрицања од града Бара (савјет Сената упућен скадарском кнезу, од 8. јануара 1443. године). Скадарски кнез у међувремену привлачи на страну Млетака ратничке дружине и села у Горњој Зети. Околне дружине ратника запосједају и задужбине Црнојевића на Скадарском језеру. Важнији властелини (Ђурашковићи, Љешковићи и Николићи) остају пасивни, с обзиром да им Млечани нису извршили унапијед обећана давања (по 30 дуката годишње и одјећу за њихову властелу). Бјелопавлићи чак пљачкају 300 кућа млетачког поданика Стефанице Црнојевића, али се због неиспуњених обећања Млечана заустављају на томе.
У мају 1443. године, Република према Бару упућује флоту галија под командом Антонија Диједа, као и сувоземне снаге скадарског кнеза Франћеска Квиринија. Млечанима, у брдима изнад Бара, прилази и јака ратничка дружинаКрампси. Град бар се предао Млечанима, маја 1443. године, али не и војна посада војводе Стефана Вукчића. Око 80 људи, под командом Марка Бориса, два дана се супротстављало млетачком нападу на тврђаву (цитаделу барског града) док нису изгинуле двије трећине бранилаца. Преостали (27) су се предали 4. јуна 1443. године, а уз млетачке пропуснице омогућен им је пут до Дубровника .

### Повлачење
Стефан Вукчић није више имао могућности да било шта предузме у Доњој Зети. У Горњој Зети су му остали утврђени Медун и Соко, са посједима Стефанице Црнојевића. По смрти босанског краља Тврка (новембар 1443), његов насљедник краљ Томаш, заузима Стефанов трг Дријева и окупља око себе влстелине који су непријатељски расположевни према војводи Стефану Вукчићу. Овај краљ, у пријатељству са Републиком, заслијепљен сукобом са својим војводом, омогућава Млечанима да од Стефана Вукчића одузму градове Омиш и Пољица (дакле, градове који су се тада налазили у Стефановом војводству, али и у његовој краљевини). Војвода Стефан се није могао надати турској војној помоћи, с обзиром на њихове борбе против угарског краља, српског деспота и Јањоша Хунадија (јесен 1443. године). Војвода више није имао могућности да пажњу посвећује Зети. Стефаница Црнојевић остао је везан за њега из познатих разлога, али је дао браћи писмену заклетву да ће прећи на страну Млечана – када му од стране Стефана Вукчића буде враћен син Иван. Браћа су и поред тога наставила са пријетњама да ће Стефаницу, као вазала Стефана Вукчића избацити „из наших брда“. Вијести о намјери склапања мира између деспота Ђурђа Бранковића и Турака, утицала је на то да Стефаница пређе под млетачку власт, споразумом са скадарским кнезом Квирином, 26. марта 1444. године, а који је између осталог предвиђао да Република неће склопити мир са војводом Стефаном док овај не врати Ивана Црнојевића његовом оцу.

## Споразуми
Од априла 1444. године Ђурађ Бранковић обнавља добре односе са Турцима, који му враћају на управу српску деспотовину са 24 града (већ августа 1444. године). Стефан Вукчић, као турски вазал, у октобру 1444. године лично се измирио са деспотом Ђурђем Бранковићем, такође турским вазалом, склопивши са њим савез који је отежао положај краља Томаша у Босни и Млечана у Зети (поготово што су обје стране исте године отворено иступале против Турака). Ђурађ Бранковић ће у Горњој Зети без отпора преузети ранија подручја деспотовине, али до 1448. године није ништа предузимао за обнову своје власти у Доњој Зети. Стефан Вукчић није успио да поврати градове Омиш и Бар, а задовољио се обећањима Млетака да ће добити натраг своје куће у Млецима, Задру и Котору, уз редовну исплату которске провизије. Ово је и овјерено уговором од 23. августа 1445. године.